# William Macnaghten

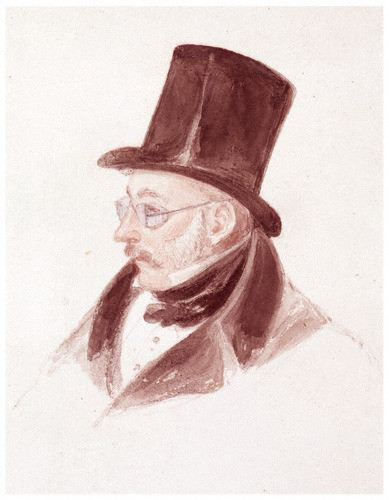
William Macnaghten.

William Hay Macnaghten, född den 24 augusti 1793, död den 23 december 1841, var en angloindisk ämbetsman och diplomat.
Macnaghten kom till Indien 1809, förvärvade omfattande kunskaper i orientaliska språk och gav 1865, efter att ha verkat som registrator vid en indisk överdomstol, ut ett par avhandlingar om muslimska och hinduiska rättsgrundsatser, som återutgavs av H.H. Wilson (Principles of hindu and mahomedan law). Macnaghten blev 1830 sekreterare åt generalguvernören lord William Bentinck och var från 1837 generalguvernören lord Aucklands främste rådgivare, särskilt i dennes misslyckade politiska amibitioner i Afghanistan. Macnaghten avlutade 1838 förbundet mellan indiska regeringen, Ranjit Singh i Punjab och den afghanske tronpretendenten Shah Shujah Durrani samt följde 1839 den militära expedition, som tillsatte Shah Shuja på tronen i Kandahar och Kabul. År 1840 upphöjdes han till baronet. Som indiska regeringens ombud försökte Macnaghten förgäves ordna förvaltningen i Afghanistan och få bukt med de upproriska stamhövdingarna. I november 1841 utbröt till sist uppror i Kabul, och under förhandlingarna om fritt avtåg för den brittiska garnisonen blev Macnaghten tillfångatagen av den nye emiren Dost Muhammeds son, som lät avrätta honom samma dag.